# Elecciones municipales de 1979 en Valencia
El 3 de abril de 1979 se celebraron, en el marco de las elecciones municipales a nivel estatal, elecciones al Ayuntamiento de Valencia. Se eligieron los 33 concejales del pleno municipal.

## Resultados
|                                                                                               | Unión de Centro Democrático (UCD)                                                             | 124 683 | 36,76                           | 13                              |
|                                                                                               | Partido Socialista Obrero Español (PSOE)                                                      | 122 482 | 36,11                           | 13                              |
|                                                                                               | Partido Comunista de España-Partit Comunista del País Valencià (PCE-PCPV)                     | 54 124  | 15,96                           | 6                               |
|                                                                                               | Unió Regional Valencianista (URV)                                                             | 17 342  | 5,11                            | 1                               |
| Coalición Moviment Comunista del País Valencià - Organització d'Esquerra Comunista (MCPV-OEC) | Coalición Moviment Comunista del País Valencià - Organització d'Esquerra Comunista (MCPV-OEC) | 4131    | 1,22                            | 0                               |
| Organización Revolucionaria de los Trabajadores (ORT)                                         | Organización Revolucionaria de los Trabajadores (ORT)                                         | 2790    | 0,82                            | 0                               |
| Partit Nacionalista del País Valencià (PNPV)                                                  | Partit Nacionalista del País Valencià (PNPV)                                                  | 2503    | 0,74                            | 0                               |
| Partido Comunista de los Trabajadores (PCT)                                                   | Partido Comunista de los Trabajadores (PCT)                                                   | 1796    | 0,53                            | 0                               |
| Unificación Comunista de España (UCE)                                                         | Unificación Comunista de España (UCE)                                                         | 1644    | 0,48                            | 0                               |
| Alianza Republicana Front Valencià (ARFV)                                                     | Alianza Republicana Front Valencià (ARFV)                                                     | 1373    | 0,40                            | 0                               |
| Izquierda Republicana (IR)                                                                    | Izquierda Republicana (IR)                                                                    | 1230    | 0,36                            | 0                               |
| Bloc d'Esquerra d'Alliberament Nacional del País Valencià (BEAN)                              | Bloc d'Esquerra d'Alliberament Nacional del País Valencià (BEAN)                              | 1169    | 0,34                            | 0                               |
| Partido Liberal (PL)                                                                          | Partido Liberal (PL)                                                                          | 740     | 0,22                            | 0                               |
| Liga Comunista Revolucionaria (LCR)                                                           | Liga Comunista Revolucionaria (LCR)                                                           | 520     | 0,15                            | 0                               |
| Votos en blanco                                                                               | Votos en blanco                                                                               | 1102    | 0.32                            | n/a                             |
| Votos válidos                                                                                 | Votos válidos                                                                                 | 339 202 | 100,00                          | 33                              |
| Votos nulos                                                                                   | Votos nulos                                                                                   | 4943    | Participación: \| \| 62.34 % \| | Participación: \| \| 62.34 % \| |
| Votantes                                                                                      | Votantes                                                                                      | 344 145 | Participación: \| \| 62.34 % \| | Participación: \| \| 62.34 % \| |
| Electores                                                                                     | Electores                                                                                     | 552 034 | Participación: \| \| 62.34 % \| | Participación: \| \| 62.34 % \| |
| Fuente: Oficina d’Estadística. Ajuntament de València                                         |                                                                                               |         |                                 |                                 |
|                                                                                               | 62.34 %                                                                                       |         |                                 |                                 |

## Concejales electos
Relación de concejales electos:
| N.º | Nombre                                 | Lista | Lista    |
| --- | -------------------------------------- | ----- | -------- |
| 1   | Miguel Pastor López                    |       | UCD      |
| 2   | Fernando Martínez Castellano           |       | PSOE     |
| 3   | José Luis Manglano de Mas              |       | UCD      |
| 4   | Ricardo Pérez Casado                   |       | PSOE     |
| 5   | Juan Pedro Zamora Suárez               |       | PCE-PCPV |
| 6   | José Esteban Novella                   |       | UCD      |
| 7   | Joaquín Ruiz Mendoza                   |       | PSOE     |
| 8   | Pilar Bosch Monforte                   |       | UCD      |
| 9   | Fernando Millán Sánchez                |       | PSOE     |
| 10  | José Fondo Viana                       |       | PCE-PCPV |
| 11  | José Luis Olivas Martínez              |       | UCD      |
| 12  | Virginio Fuentes Martínez              |       | PSOE     |
| 13  | Rafael Attard Alonso                   |       | UCD      |
| 14  | Josefa Ciscar Peiró                    |       | PSOE     |
| 15  | Julián Manuel Marcelo Cocho            |       | PCE-PCPV |
| 16  | Emilio Santodomingo Hervás             |       | UCD      |
| 17  | Vicente Miguel Garcés Ramón            |       | PSOE     |
| 18  | Vicente Blasco-Ibáñez Tortosa (indep.) |       | URV      |
| 19  | Rafael Orellano Iñigo                  |       | UCD      |
| 20  | Enrique Real Martínez                  |       | PSOE     |
| 21  | José María Alamar Belloch              |       | UCD      |
| 22  | Francisco José Conca Higón             |       | PSOE     |
| 23  | Salvador Blanco Revert                 |       | PCE-PCPV |
| 24  | Joaquín López Rosat                    |       | UCD      |
| 25  | José Antonio Cabrera Gonzálbez         |       | PSOE     |
| 26  | Irene Beneyto Jiménez de la Iglesia    |       | UCD      |
| 27  | Juan Antonio Lloret Llorens            |       | PSOE     |
| 28  | Joaquín José Romero Vera               |       | PCE-PCPV |
| 29  | María Victoria Alonso Navarro          |       | UCD      |
| 30  | José Micó Catalán                      |       | PSOE     |
| 31  | Ángel Manuel Suárez Fernández del Viso |       | UCD      |
| 32  | Juan Ballester Pérez                   |       | PSOE     |
| 33  | Carmen Arjona Raigón                   |       | PCE-PCPV |